# Isola Gorbatyj (Isole Izvestnjakovye)
L'isola Gorbatyj (in russo Остров Горбатый, ostrov Gorbatyj, in italiano "isola gobba") è un'isola russa che fa parte dell'arcipelago di Severnaja Zemlja ed è bagnata dal mare di Kara.
Amministrativamente fa parte del distretto di Tajmyr del Territorio di Krasnojarsk, nel Distretto Federale Siberiano.

## Geografia
L'isola, che fa parte delle isole Izvestnjakovye, è situata nella parte occidentale dello stretto dell'Armata Rossa (пролив Красной Армии, proliv Krasnoj Armii), 4,8 km a sud dell'isola Komsomolec e 2,6 km a ovest dell'isola della Rivoluzione d'Ottobre. L'isola Bol'šoj Izvestnjakovyj si trova 1,5 km a nord, mentre 500 m a sud c'è l'isola Kruglyj.
Ha una forma allungata in direzione nord-sud, con una lunghezza di 1,6 km e una larghezza di 700 m. Non ci sono rilievi significativi, ma le coste nella parte settentrionale raggiungono 10 m d'altezza.

## Isole adiacenti
- Isola Bol'šoj Izvestnjakovyj (остров Большой Известняковый, ostrov Bol'šoj Izvestnjakovyj), a nord-est a est.
- Isola Kruglyj (остров Круглый, ostrov Kruglyj), a sud.